# Улица Луначарского (Торжок)
Улица Лунача́рского — улица в Торжке. Проходит на север от площади Ананьина до границы города. Примыкают 2-й, 3-й, 4-й переулки Кирова, Пионерский переулок, Вольная улица. На начальном участке сохраняет историческую застройку XVIII—XIX вв.

## История
До Октябрьской революции улица называлась Климентовской по расположенной на ней церкви святого Климента, папы Римского, построенной в 1685 году и возобновлённой в 1835 году. В марте 1919 года улица переименована в честь наркома А. В. Луначарского. Позднее продлялась: 28 августа 1957 года в состав улицы включена бывшая Раменская дорога (названная так по селу Раменье), а в 1960-е гг. — бывший хутор Жуки (названный так по фамилии владельцев Жуковых).

## Примечательные здания и сооружения
По нечётной стороне
- № 1/2 (угол с площадью Ананьина) — городская усадьба (жилой дом, ворота), кoн. XVIII — нaч. XIX вв., объект культурного наследия федерального значения.
- № 3 — дом Елизаровых, кoн. XVIII — нaч. XIX вв., объект культурного наследия федерального значения. Ныне «дом России» — площадка Всероссийского историко-этнографического музея[2].
- № 5 — жилой дом, кoн. XVIII — нaч. XIX вв., объект культурного наследия федерального значения.
- № 7 — жилой дом, кoн. XVIII — нaч. XIX вв., объект культурного наследия федерального значения.
- № 9-11 — усадьба Цвылёвых (жилой дом, флигель, ворота), кoн. XVIII — нaч. XIX вв., объект культурного наследия федерального значения.
- № 13 — жилой дом, кoн. XVIII — нaч. XIX вв., объект культурного наследия федерального значения.
- № 15 — жилой дом, кoн. XVIII — нaч. XIX вв., объект культурного наследия федерального значения.
- № 17-19 — жилой дом с воротами, кoн. XVIII — нaч. XIX вв., объект культурного наследия федерального значения.
- № 21 — усадьба (жилой дом, ворота), нaч. — сер. XIX в., объект культурного наследия регионального значения. Ныне этнографический центр — площадка Всероссийского историко-этнографического музея[3].
- № 23 — жилой дом, нaч. — сер. XIX в., объект культурного наследия регионального значения.
- № 25 — жилой дом, сер. XIX в., объект культурного наследия регионального значения.
- № 31 — жилой дом, 2-я пол. XIX в., объект культурного наследия регионального значения.
- № 35 — жилой дом, ныне Всероссийский научно-исследовательский институт льна, объект культурного наследия регионального значения.
- № 45 — жилой дом, сер. XIX в., выявленный объект культурного наследия.
- № 53 — дом Луковникова, 3-я четв. XIX в., выявленный объект культурного наследия.

По чётной стороне
- № 2-4 — усадьба Вишнякова (жилой дом, флигель), кoн. XVIII — нaч. XIX вв., объект культурного наследия федерального значения.
- № 6 — жилой дом, кoн. XVIII — нaч. XIX вв., объект культурного наследия федерального значения.
- № 8 — жилой дом, кoн. XVIII — нaч. XIX вв., объект культурного наследия федерального значения.
- № 10 — жилой дом, 2-я пол. XIX в., объект культурного наследия регионального значения.
- № 12 — церковь Климента, папы Римского, 1685 год, 1835 год. Закрыта в 1931 году, возвращена РПЦ в 1999 году[1]. Объект культурного наследия федерального значения.
- № 14 — жилой дом, кoн. XVIII — нaч. XIX вв., объект культурного наследия регионального значения.
- № 16 — жилой дом, 2-я пол. XIX в., объект культурного наследия регионального значения.
- № 18 — жилой дом, 2-я пол. XIX в., выявленный объект культурного наследия.
- № 20 — дом Штанковского, нач. XIX в., объект культурного наследия регионального значения.
- № 26 — жилой дом, нaч. — сер. XIX в., объект культурного наследия регионального значения.
- № 28 — жилой дом, 2-я четв. XIX в., объект культурного наследия федерального значения.